# Reaktionär
Reaktionär kallas en person, som önskar återställa samhället till hur det såg ut under en tidigare period (status quo ante) eller åtminstone bevara det som det traditionellt har varit i motstånd till starka förändringsprocesser i samtiden. En reaktionär kan hysa nostalgi för "den gamla goda tiden" eller ha tankar om en svunnen "gyllene epok". 
Inom politiken används termen ofta som en nedsättande benämning på olika sorters anhängare av den konservativa filosofin, vare sig det handlar om kristna värderingar, fosterländska ideal eller någonting annat med anknytning till konservatismen. Motsatsen till reaktionär är radikal eller progressiv. 

## Adjektiv
Ordet används också i adjektivisk form, varvid Nationalencyklopedin ger fem exempel: ultrareaktionär, ärkereaktionär, reaktionära ledare, reaktionära krafter, reaktionär politik. Åtminstone de två första användningarna av ordet kan anses vara pejorativa, såtillvida dessa benämningar inte rimligen skulle användas av de åsyftade personerna eller grupperingarna ifråga, utan av politiska meningsmotståndare, medan de tre senare användningarna av ordet är något mera neutrala. 

## Historia

### Franska revolutionen

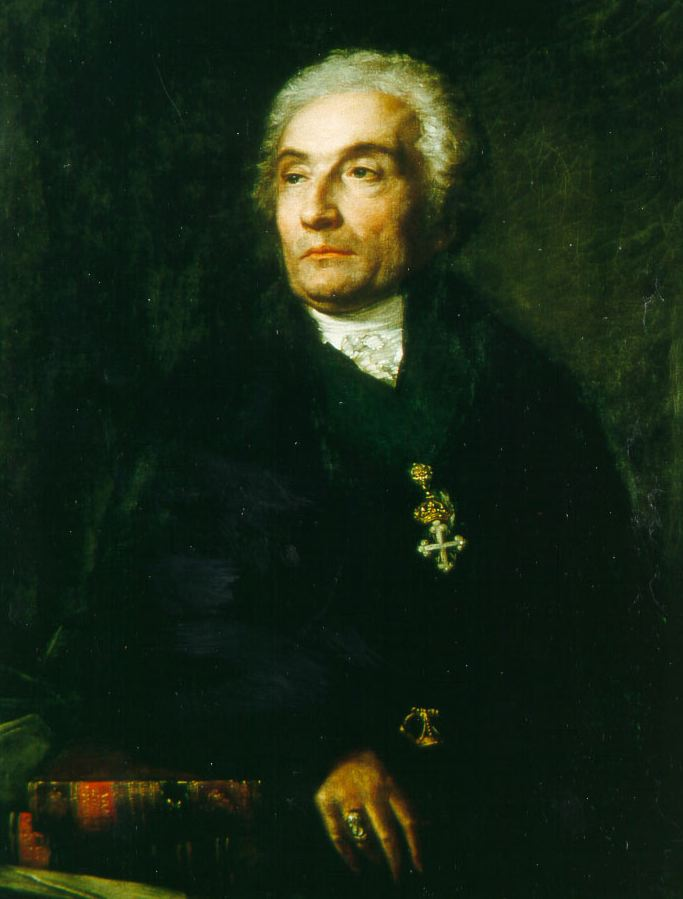
Joseph de Maistre (1753–1821) var den mest ryktbare reaktionären i franska revolutionens svallvågor.

Begreppet härrör från franska revolutionen i slutet av 1700-talet och var då en benämning på de människor och grupperingar, som motsatte sig revolutionen och i stället ville bevara kyrkans, aristokratins och monarkins privilegier under mera feodala, förindustriella samhällsförhållanden. Därmed fanns det en politisk skiljelinje, där en reaktionär motsatte sig såväl den engelska liberalismen som det republikanska avskaffandet av monarkin. Senare kom ordet att användas om politiska personer och grupperingar, som är kritiskt inställda till globalism, mångkultur och socialism.

### Joseph de Maistre
Den savojardiske filosofen Joseph de Maistre profilerade sig som reaktionär under franska revolutionen. I sin kontrarevolutionära skrift Considérations sur la France förespråkade han en pånyttfödd patriotism samt monarkins återinförande med Huset Bourbons restauration till Frankrikes tron, vilket kom att inträffa år 1814 efter kejsar Napoleon I:s abdikation. Samtidigt trodde han inte att de prerevolutionära förhållandena var perfekta, eftersom han ansåg att även det gamla styret bar skuld för den förödelse revolutionen hade medfört.
Maistres viktigaste lösning på den politiska krisen var att det franska folket behövde återuppliva sina gamla kristna värderingar, förutan vilka samhället och staten var dömda till misslyckande. Han förordade också utökade befogenheter till påvedömet och blev därmed inspiratör för ultramontanismen – en ultrakonservativ rörelse under 1800-talet, som tog ställning mot de moderna nationalstaternas anspråk på att företräda alla sina medborgare för att i stället framhäva Påvens roll som katolikernas försvarare.
På grund av upplysningstidens filosofer – med deras rationalism och sekularisering – hade dessa gamla värderingar och styrelseskick börjat övergivas alltmer av de högre samhällsskikten; och det var detta som ledde fram till revolutionen, enligt Maistre. Den kontrarevolution som Maistre hade i åtanke var emellertid olikartad den revolution den vände sig emot: i stället för våldsam och splittrande, skulle den vara faderlig, lugn och rättvis. "Det de kallar motrevolution", skriver han, "kommer inte att vara en motsatt revolution, utan motsatsen till en revolution."